# Зигелер, Герард
Ге́ррит Хе́ндрик (Ге́рард) Зи́гелер (нидерл. Gerrit Hendrik "Gerard" Ziegeler; 28 июля 1894, Алмело — 3 июня 1985, Велдховен) — нидерландский футбольный вратарь, выступавший за амстердамский «Аякс».

## Ранние годы
Геррит Хендрик, или просто Герард, родился 28 июля 1894 года в Алмело, в семье торговца Геррита Хендрика Зигелера и его жены Хендрики Хелдерман. Он был младшим ребёнком в семье из четверых детей.

## Спортивная карьера
В возрасте семнадцати лет Зигелер попал в футбольную команду амстердамского «Аякса», он так же играл за команду ХВК из Харденберга.
В первой команде «Аякса» Герард дебютировал 5 ноября 1911 года в гостевом матче 7-го тура чемпионата против «Харлема», заменив неудачно сыгравшего в прошлом туре Яна Схинделера. Матч завершился поражением амстердамцев — 1:3.
В сезоне 1911/12 «Аякс» впервые участвовал в первом футбольном классе Нидерландов и занял 8-е место из десяти возможных. Зигелер в дебютном сезоне сыграл 14 матчей и пропустил 19 мячей; в пяти играх он оставил свои ворота в неприкосновенности.
За первые три сезона Герард провёл в чемпионате 51 матч. После вылета клуба во второй класс он отыграл за красно-белых ещё три сезона. В 1916 году сменщиком Зигелера в воротах «Аякса» стал Ян Смит.
В 1920-е годы вместе с Гротмейером и Схувартом играл за команду ветеранов «Аякса».

## Достижения
- Обладатель Кубка Нидерландов (1): 1916/17

## Личная жизнь
Герард был женат на Аполонии Верселден, уроженке Амстердама. Их брак был зарегистрирован 12 мая 1921 года в Амстердаме.
В браке родилась дочь София Хендрика (в замужестве Хаутман). Супруга Герарда умерла 28 декабря 1990 года в возрасте 94 лет.

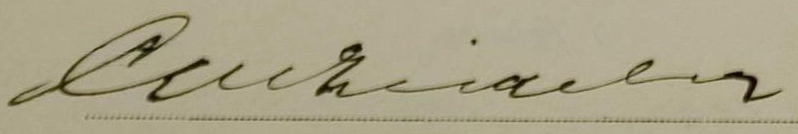
Автограф Зигелера, оставленный им в день бракосочетания, 12 мая 1921 г.

Его племянник Герард Брёйнс, сын сестры, так же стал футболистом. Начинал карьеру в ХВК (Хег), ОНС (Снек), а с 1946 года играл за «Аякс». Дважды был лучшим бомбардиром клуба, выигрывал чемпионат Нидерландов.